# Xã Rockwood, Quận Wadena, Minnesota
Xã Rockwood (tiếng Anh: Rockwood Township) là một xã thuộc quận Wadena, tiểu bang Minnesota, Hoa Kỳ. Năm 2010, dân số của xã này là 390 người.